# آلبرت فرکلاف
آلبرت فرکلاف (انگلیسی: Albert Fairclough; ۴ اکتبر ۱۸۹۱ – ۵ نوامبر ۱۹۵۸) بازیکن فوتبال اهل انگلستان بود.
از باشگاه‌هایی که در آن بازی کرده است می‌توان به باشگاه فوتبال دربی کانتی، باشگاه فوتبال گیلینگام، باشگاه فوتبال ساوتند یونایتد، باشگاه فوتبال منچستر سیتی، و باشگاه فوتبال بریستول سیتی اشاره کرد.